# RasenBallsport Leipzig 2020-2021
Questa voce raccoglie le informazioni riguardanti il RasenBallsport Leipzig nelle competizioni ufficiali della stagione 2020-2021.

## Maglie e sponsor
Lo sponsor tecnico per la stagione 2020-2021 è Nike.
| Casa | Trasferta | Terza divisa |

## Rosa
| N. |                          | Ruolo | Calciatore                 |
| -- | ------------------------ | ----- | -------------------------- |
| 1  | Ungheria (bandiera)      | P     | Péter Gulácsi              |
| 3  | Spagna (bandiera)        | D     | Angeliño                   |
| 4  | Ungheria (bandiera)      | D     | Willi Orbán                |
| 5  | Francia (bandiera)       | D     | Dayot Upamecano            |
| 6  | Francia (bandiera)       | D     | Ibrahima Konaté            |
| 7  | Austria (bandiera)       | C     | Marcel Sabitzer (capitano) |
| 8  | Mali (bandiera)          | C     | Amadou Haidara             |
| 9  | Danimarca (bandiera)     | A     | Yussuf Poulsen             |
| 10 | Svezia (bandiera)        | C     | Emil Forsberg              |
| 11 | Corea del Sud (bandiera) | A     | Hwang Hee-chan             |
| 13 | Germania (bandiera)      | P     | Philipp Tschauner          |
| 14 | Stati Uniti (bandiera)   | C     | Tyler Adams                |
| 16 | Germania (bandiera)      | D     | Lukas Klostermann          |
| 17 | Ungheria (bandiera)      | C     | Dominik Szoboszlai         |

| N. |                        | Ruolo | Calciatore         |
| -- | ---------------------- | ----- | ------------------ |
| 18 | Francia (bandiera)     | C     | Christopher Nkunku |
| 19 | Norvegia (bandiera)    | A     | Alexander Sørloth  |
| 20 | Germania (bandiera)    | C     | Lazar Samardžić    |
| 21 | Paesi Bassi (bandiera) | A     | Justin Kluivert    |
| 22 | Francia (bandiera)     | D     | Nordi Mukiele      |
| 23 | Germania (bandiera)    | D     | Marcel Halstenberg |
| 25 | Spagna (bandiera)      | C     | Dani Olmo          |
| 27 | Austria (bandiera)     | C     | Konrad Laimer      |
| 33 | Spagna (bandiera)      | P     | Josep Martínez     |
| 39 | Germania (bandiera)    | D     | Benjamin Henrichs  |
| 41 | Germania (bandiera)    | A     | Dennis Borkowski   |
| 44 | Slovenia (bandiera)    | C     | Kevin Kampl        |
| 45 | Germania (bandiera)    | C     | Eric Martel        |
| 47 | Germania (bandiera)    | C     | Josha Wosz         |

## Calciomercato

### Sessione estiva
| Acquisti | Acquisti            | Acquisti       | Acquisti              |
| R.       | Nome                | da             | Modalità              |
| -------- | ------------------- | -------------- | --------------------- |
| P        | Josep Martínez      | Las Palmas     | definitivo (2 mln €)  |
| D        | Benjamin Henrichs   | Monaco         | prestito              |
| C        | Lazar Samardžić     | Hertha Berlino | definitivo            |
| A        | Jean-Kévin Augustin | Leeds Utd      | fine prestito         |
| A        | Hwang Hee-chan      | Salisburgo     | definitivo (9 mln €)  |
| A        | Justin Kluivert     | Roma           | prestito (1 mln €)    |
| A        | Alexander Sørloth   | Crystal Palace | definitivo (20 mln €) |

| Cessioni | Cessioni            | Cessioni            | Cessioni              |
| R.       | Nome                | da                  | Modalità              |
| -------- | ------------------- | ------------------- | --------------------- |
| P        | Yvon Mvogo          | PSV                 | prestito              |
| D        | Ethan Ampadu        | Chelsea             | fine prestito         |
| D        | Frederik Jäkel      | Ostenda             | prestito              |
| D        | Malik Talabidi      | Wil                 | definitivo            |
| C        | Mads Bidstrup       | Brentford           | definitivo            |
| C        | Tom Krauß           | Norimberga          | prestito              |
| C        | Hannes Wolf         | Borussia M'gladbach | prestito (1,5 mln €)  |
| A        | Jean-Kévin Augustin | Nantes              | svincolato            |
| A        | Ademola Lookman     | Fulham              | prestito (2 mln €)    |
| A        | Patrik Schick       | Roma                | fine prestito         |
| A        | Timo Werner         | Chelsea             | definitivo (53 mln €) |

### Sessione invernale
| Acquisti | Acquisti           | Acquisti   | Acquisti              |
| R.       | Nome               | da         | Modalità              |
| -------- | ------------------ | ---------- | --------------------- |
| C        | Dominik Szoboszlai | Salisburgo | definitivo (20 mln €) |

| Cessioni | Cessioni         | Cessioni       | Cessioni |
| R.       | Nome             | da             | Modalità |
| -------- | ---------------- | -------------- | -------- |
| P        | Tim Schreiber    | Hallescher     | prestito |
| C        | Eric Martel      | Austria Vienna | prestito |
| A        | Dennis Borkowski | Norimberga     | prestito |

## Risultati

### Bundesliga

#### Girone d'andata
| Arbitro: | Gräfe |

|                                             |           |            |
| Forsberg 17’ (rig.) Poulsen 21’ Haidara 51’ | Marcatori | 48’ Mateta |

| Arbitro: | Osmers |

|              |           |              |
| Demirbay 20’ | Marcatori | 14’ Forsberg |

| Arbitro: | Badstübner |

|                                                                     |           |  |
| Bozdoğan 31’ (aut.) Angeliño 35’ Orban 45+2’ Halstenberg 80’ (rig.) | Marcatori |  |

| Arbitro: | Brych |

|  |           |                          |
|  | Marcatori | 45’ Angeliño 66’ Poulsen |

| Arbitro: | Stieler |

|                                   |           |            |
| Upamecano 11’ Sabitzer 77’ (rig.) | Marcatori | 8’ Córdoba |

| Arbitro: | Siebert |

|          |           |  |
| Wolf 60’ | Marcatori |  |

| Arbitro: | Zwayer |

|                                             |           |  |
| Konaté 26’ Sabitzer 70’ (rig.) Angeliño 89’ | Marcatori |  |

| Arbitro: | Storks |

|            |           |             |
| Barkok 43’ | Marcatori | 57’ Poulsen |

| Arbitro: | Hartmann |

|                         |           |          |
| Angeliño 29’ Nkunku 47’ | Marcatori | 75’ Klos |

| Arbitro: | Siebert |

|                             |           |                                      |
| Musiala 30’ Müller 34’, 75’ | Marcatori | 19’ Nkunku 36’ Kluivert 48’ Forsberg |

| Arbitro: | Storks |

|                              |           |  |
| Sabitzer 26’ (rig.) Olmo 41’ | Marcatori |  |

| Arbitro: | Schlager |

|  |           |             |
|  | Marcatori | 60’ Poulsen |

| Lipsia 19 dicembre 2020, ore 15:30 CET 13ª giornata | RB Lipsia | 0 – 0 referto | Colonia | Red Bull Arena (0 spett.)\| Arbitro: \| Brych \| |
| Arbitro:                                            | Brych     |               |         |                                                  |

| Arbitro: | Dingert |

|  |           |          |
|  | Marcatori | 67’ Olmo |

| Arbitro: | Siebert |

|             |           |                            |
| Sørloth 89’ | Marcatori | 55’ Sancho 71’, 84’ Håland |

| Arbitro: | Stieler |

|                          |           |                      |
| Weghorst 22’ Steffen 34’ | Marcatori | 4’ Mukiele 54’ Orban |

| Arbitro: | Schmidt |

|              |           |  |
| Forsberg 70’ | Marcatori |  |

#### Girone di ritorno
| Arbitro: | Dingert |

|                                |           |                           |
| Niakhaté 24’, 35’ Barreiro 50’ | Marcatori | 15’ Adams 30’ Halstenberg |

| Arbitro: | Osmers |

|            |           |  |
| Nkunku 51’ | Marcatori |  |

| Arbitro: | Petersen |

|  |           |                                      |
|  | Marcatori | 45+3’ Mukiele 73’ Sabitzer 87’ Orban |

| Arbitro: | Zwayer |

|                            |           |                      |
| Olmo 38’ (rig.) Nkunku 43’ | Marcatori | 77’ (rig.) Caligiuri |

| Arbitro: | Jablonski |

|  |           |                                    |
|  | Marcatori | 28’ Sabitzer 71’ Mukiele 84’ Orban |

| Arbitro: | Gräfe |

|                                      |           |                              |
| Nkunku 57’ Poulsen 66’ Sørloth 90+3’ | Marcatori | 6’ (rig.) Hofmann 19’ Thuram |

| Arbitro: | Winkmann |

|  |           |                                     |
|  | Marcatori | 41’ Nkunku 64’ Sørloth 79’ Forsberg |

| Arbitro: | Zwayer |

|              |           |            |
| Forsberg 46’ | Marcatori | 61’ Kamada |

| Arbitro: | Willenborg |

|  |           |              |
|  | Marcatori | 46’ Sabitzer |

| Arbitro: | Siebert |

|  |           |              |
|  | Marcatori | 38’ Goretzka |

| Arbitro: | Badstübner |

|                    |           |                                        |
| Rashica 61’ (rig.) | Marcatori | 23’ Olmo 32’, 41’ Sørloth 63’ Sabitzer |

| Lipsia 16 aprile 2021, ore 20:30 CEST 29ª giornata | RB Lipsia | 0 – 0 referto | Hoffenheim | Red Bull Arena (0 spett.)\| Arbitro: \| Gräfe \| |
| Arbitro:                                           | Gräfe     |               |            |                                                  |

| Arbitro: | Willenborg |

|                 |           |             |
| Hector 46’, 60’ | Marcatori | 59’ Haidara |

| Arbitro: | Aytekin |

|                                 |           |  |
| Haidara 46’ Forsberg 67’ (rig.) | Marcatori |  |

| Arbitro: | Siebert |

|                         |           |                          |
| Reus 7’ Sancho 51’, 87’ | Marcatori | 63’ Klostermann 77’ Olmo |

| Arbitro: | Zwayer |

|                                  |           |                    |
| Kluivert 51’ Sabitzer 78’ (rig.) | Marcatori | 12’, 45+1’ Philipp |

| Arbitro: | Winkmann |

|                           |           |              |
| Friedrich 67’ Kruse 90+2’ | Marcatori | 55’ Kluivert |

### Coppa di Germania
| Arbitro: | Fritz |

|  |           |                                  |
|  | Marcatori | 3’ Haidara 67’ Poulsen 90’ Hwang |

| Arbitro: | Stegemann |

|  |           |                                    |
|  | Marcatori | 11’ Orban 75’ Poulsen 82’ Angeliño |

| Arbitro: | Dankert |

|                                             |           |  |
| Haidara 10’ Sabitzer 45+1’ Poulsen 66’, 75’ | Marcatori |  |

| Arbitro: | Fritz |

|                       |           |  |
| Poulsen 63’ Hwang 88’ | Marcatori |  |

| Arbitro: | Gräfe |

|                    |           |                           |
| Bittencourt 105+1’ | Marcatori | 93’ Hwang 120+1’ Forsberg |

| Arbitro: | Brych |

|          |           |                                  |
| Olmo 71’ | Marcatori | 5’, 45+1’ Sancho 28’, 87’ Håland |

### Champions League

#### Fase a gironi
| Arbitro: | Gil Manzano |

|                   |           |  |
| Angeliño 16’, 20’ | Marcatori |  |

| Arbitro: | Jug |

|                                                           |           |  |
| Greenwood 21’ Rashford 74’, 78’, 90+2’ Martial 87’ (rig.) | Marcatori |  |

| Arbitro: | Marciniak |

|                                |           |             |
| Nkunku 41’ Forsberg 57’ (rig.) | Marcatori | 6’ Di María |

| Arbitro: | Makkelie |

|                   |           |  |
| Neymar 11’ (rig.) | Marcatori |  |

| Arbitro: | del Cerro Grande |

|                         |           |                                                |
| Kahveci 45+3’, 72’, 85’ | Marcatori | 26’ Poulsen 43’ Mukiele 66’ Olmo 90+2’ Sørloth |

| Arbitro: | Mateu Lahoz |

|                                      |           |                                |
| Angeliño 2’ Haidara 13’ Kluivert 69’ | Marcatori | 80’ (rig.) Fernandes 82’ Pogba |

#### Fase a eliminazione diretta
| Arbitro: | Vinčić |

|  |           |                    |
|  | Marcatori | 53’ Salah 58’ Mané |

| Arbitro: | Turpin |

|                    |           |  |
| Salah 70’ Mané 74’ | Marcatori |  |

## Statistiche

### Statistiche di squadra
| Competizione      | Punti | In casa | In casa | In casa | In casa | In casa | In casa | In trasferta | In trasferta | In trasferta | In trasferta | In trasferta | In trasferta | Totale | Totale | Totale | Totale | Totale | Totale | DR  |
| Competizione      | Punti | G       | V       | N       | P       | Gf      | Gs      | G            | V            | N            | P            | Gf           | Gs           | G      | V      | N      | P      | Gf     | Gs     | DR  |
| ----------------- | ----- | ------- | ------- | ------- | ------- | ------- | ------- | ------------ | ------------ | ------------ | ------------ | ------------ | ------------ | ------ | ------ | ------ | ------ | ------ | ------ | --- |
| Bundesliga        | 65    | 17      | 11      | 4       | 2       | 29      | 13      | 17           | 8            | 4            | 5            | 31           | 19           | 34     | 19     | 8      | 7      | 60     | 32     | +28 |
| Coppa di Germania | -     | 2       | 2       | 0       | 0       | 6       | 0       | 3            | 3            | 0            | 0            | 8            | 1            | 6      | 5      | 0      | 1      | 15     | 5      | +10 |
| Champions League  | 12    | 4       | 3       | 0       | 1       | 7       | 5       | 4            | 1            | 0            | 3            | 4            | 11           | 8      | 4      | 0      | 4      | 11     | 16     | -5  |
| Totale            | -     | 23      | 16      | 4       | 3       | 42      | 18      | 24           | 12           | 4            | 8            | 43           | 31           | 48     | 28     | 8      | 12     | 86     | 53     | +33 |

### Andamento in campionato
| Giornata  | 1 | 2 | 3 | 4 | 5 | 6 | 7 | 8 | 9 | 10 | 11 | 12 | 13 | 14 | 15 | 16 | 17 | 18 | 19 | 20 | 21 | 22 | 23 | 24 | 25 | 26 | 27 | 28 | 29 | 30 | 31 | 32 | 33 | 34 |
| --------- | - | - | - | - | - | - | - | - | - | -- | -- | -- | -- | -- | -- | -- | -- | -- | -- | -- | -- | -- | -- | -- | -- | -- | -- | -- | -- | -- | -- | -- | -- | -- |
| Luogo     | C | T | C | T | C | T | C | T | C | T  | C  | T  | C  | T  | C  | T  | C  | T  | C  | T  | C  | T  | C  | T  | C  | T  | C  | T  | C  | T  | C  | T  | C  | T  |
| Risultato | V | N | V | V | V | P | V | N | V | N  | V  | V  | N  | V  | P  | N  | V  | P  | V  | V  | V  | V  | V  | V  | N  | V  | P  | V  | N  | P  | V  | P  | N  | P  |
| Posizione | 5 | 4 | 1 | 1 | 1 | 3 | 2 | 4 | 2 | 3  | 3  | 3  | 3  | 2  | 2  | 2  | 2  | 2  | 2  | 2  | 2  | 2  | 2  | 2  | 2  | 2  | 2  | 2  | 2  | 2  | 2  | 2  | 2  | 2  |

Legenda:

Luogo: C = Casa; T = Trasferta. Risultato: V = Vittoria; N = Pareggio; P = Sconfitta.